# Caio Dílio Vócula
Caio Dílio Vócula (em latim: Gaius Dillius Vocula; m. 70) foi o comandante da Legio XXII Primigenia durante a Revolta dos Batavos. Foi assassinado por suas próprias tropas em Castra Vetera (moderna Xanten, na Alemanha).

## Início da carreira
Dílio nasceu em Córdoba, filho do equestre Aulo Dílio e sua esposa, Aula Prócula. É possível que sua mãe tenha sido parente da mãe de Lúcio Ânio Sêneca, um dos principais conselheiros de Nero, ao passo que seu pai nasceu em Córdoba.
Foi tribuno militar da I Germanica em Bona e, depois, quadrúnviro responsável pela manutenção das estradas romanas. Foi em seguida questor da Bitínia–Ponto. Depois de ser feito tribuno e pretor;recebeu o comando da XXII Primigenia, sediada em Mogoncíaco, na Germânia Superior.

## Revolta dos Batavos
Quando a Revolta dos Batavos começou, em 69, algumas legiões foram cercadas em Castra Vetera pelos rebeldes, comandados por Caio Júlio Civil. O comandante do exército do Reno, Ordeônio Flaco, ordenou que Vócula levasse sua XXII Primigenia (juntamente com a I Germanica, de Bona) para ajudar os legionários ameaçados. Houve um princípio de revolta contra Flaco, que Vócula rapidamente acabou com mão firme: a partir de então foi aclamado pelas tropas o comandante dos reforços às legiões cercadas.

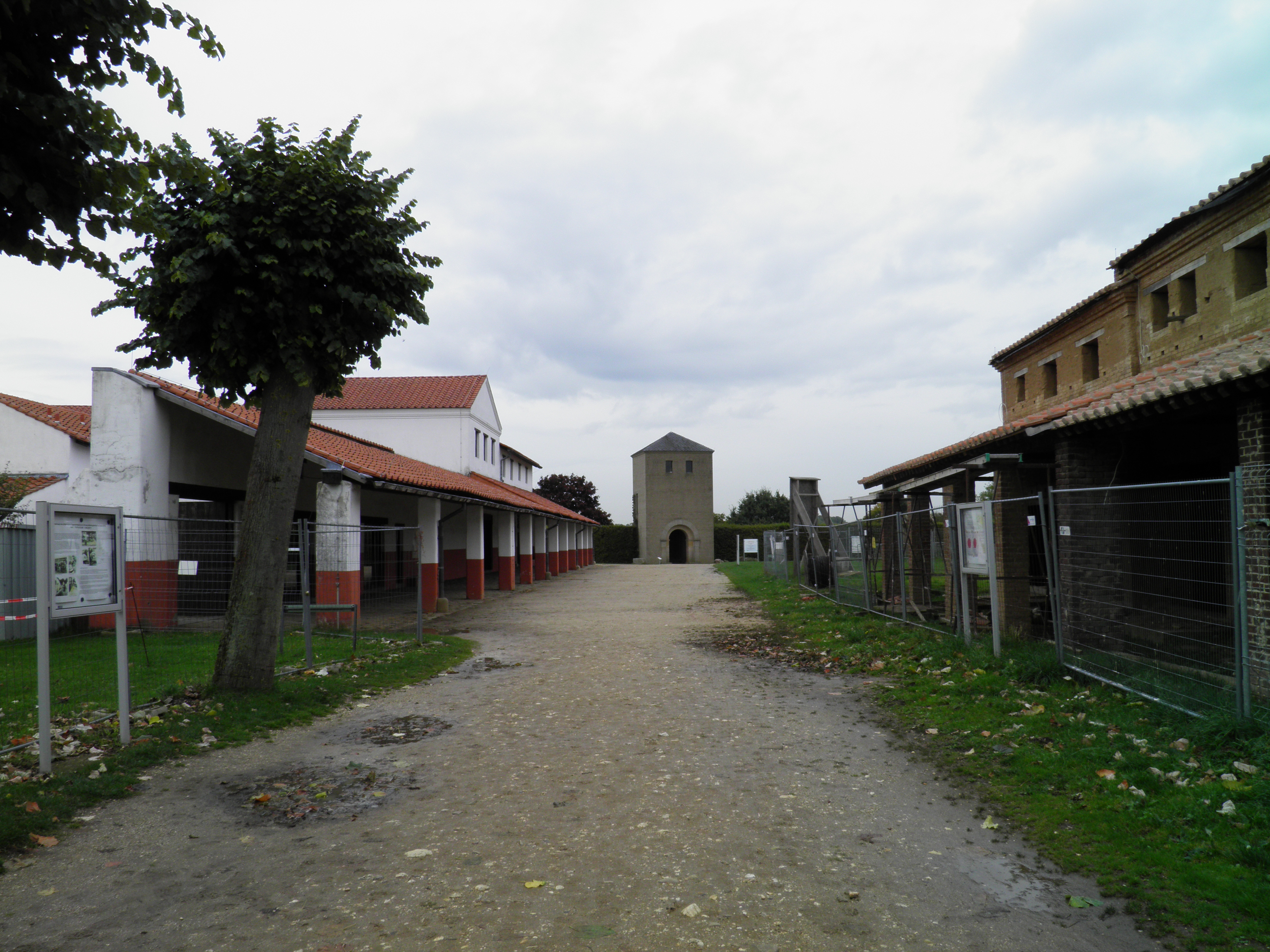
Reconstruções de edifícios romanos em Castra Vetera (Xanten, Alemanha), atualmente um parque arqueológico muito visitado.

Vócula logo depois marchou para Castra Vetera, mas ficou em Gelduba (moderna Krefeld, na Alemanha), não por razões militares, mas políticas. No ano dos quatro imperadores (69), no qual diversos pretendentes ao trono lutaram entre si com o apoio de diversas legiões, os legionários do exército do Reno declararam seu apoio ao governador da Germânia Inferior, Vitélio, enquanto seus oficiais preferiam o comandante das legiões orientais, Vespasiano. Flaco e Vócula tiveram então que enfrentar a escolha entre libertar as legiões cercadas e ficarem do lado de Vitélio, acabando com a Revolta dos Batávios, e não fazerem nada, permanecendo, ao menos formalmente, do lado de Vespasiano (mérito das habilidades diplomáticas de Civil). A solução para o impasse veio com as notícias da derrota decisiva de Vitélio na Segunda Batalha de Bedríaco (em 24 de outubro) que, por um lado alinhou todas as forças romanas sob um único comando, o de Vespasiano, e, de outro, desmascarou a ficção dos batavos, que tiveram que admitir que lutavam apenas por si e não pelo vencedor em Bedríaco.
Civil foi forçado a atacar Gelduba para evitar que as legiões de Vócula retornasse a Castra Vetera. Tácita relata um ataque noturno (possivelmente na lua nova entre 1 e 2 de dezembro de 69), no qual os batavos quase levaram a melhor sobre os legionários e as unidades auxiliares por causa da surpresa, mas foram salvos pela chegada de um pequeno contingente basco, que foi confundido com a chegada de reforços.
Depois desta vitória, Vócula voltou para Castra, que foi finalmente libertada do cerco. Além de reforçar a defesa do castro, suas forças também cuidaram dos feridos e trouxeram suprimentos. Provavelmente, a intenção de Vócula era realizar um ataque contra os batavos, mas o ataque dos catos à importante cidade de Mogoncíaco exigiu a sua presença e das tropas de Castra. O pior foi que não apenas Vócula teve que partir, mas que Civil permaneceu em condições de manter o cerco.
Durante a marcha até Mogoncíaco, houve um episódio no qual Vócula arriscou sua vida. Flaco resolveu realizar uma doação às tropas com dinheiro enviado por Vespasiano. A celebração da festa da Saturnália foi repleta de comidas e bebidas alcoólicas. Alguns soldados, durante as festividades, se enfureceram com Flaco, o tiraram da tenda onde dormia e o mataram, sem que os oficiais presentes tivessem coragem de intervir. Vócula escapou do mesmo destino fugindo do acampamento disfarçado de escravo. Aparentemente, o fato não presentava a atitude de toda a tropa, pois Vócula conseguiu voltar ao acampamento.

## Revolta de Júlio Sabino
Vócula chegou a Mogoncíaco em janeiro de 70. Logo, porém, teve que lidar com uma ameaça ainda maior, uma traição em suas próprias fileiras. Dois dos comandantes de suas tropas auxiliares, os tréveros Júlio Clássico e Júlio Tutor, juntamente com Júlio Sabino, um lingone que acreditava ser um descendente de Júlio César, decidiram se amotinar durante o retorno do exército até Castra. Vócula soube do motim, mas, duvidando da lealdade de seus próprios homens, decidiu ignorá-lo. Ele contatou Cláudio Labeão, um batavo adversário de Civil, e deu-lhe alguns homens, com os quais Labeão iniciou uma guerra de guerrilha contra Civil.
Marchando contra Castra para atacá-la, Clássico e Tutor travaram contato com os germânicos assendiando a cidade e, conforme se aproximaram da cidade, se separaram com seus homens para formar acampamentos separados. Vócula tentou atraí-los de volta, mas, quando viu que era inútil, retornou a Novesim. Clássico e Tutor, seguindo as forças agora reduzidas de Vócula, acamparam a pouca distância de seu antigo comandante e subornaram seus homens, que juraram lealdade aos bárbaros e prometeram assassinar seus comandates. Quando Vócula deu um discurso aos seus soldados, ele conseguiu convencê-los a não matá-lo; depois de ter tentado se suicidar, um gesto muito apreciado desde o período republicano, acabou assassinado por Emílio Longino, um desertor da I Germanica enviado por Clássico e Tutor.
Vócula comandou as tropas romanas na Germânia por um curto período de tempo e sua morte deu a impressão que os rebeldes haviam ganho o confronto, expulsando os romanos. Na verdade, dois dos atos de Vócula facilitaram depois a vitória final de Quinto Petílio Cerial, enviado de Vespasiano à frente de forte exército da Itália: a defesa de Mogoncíaco e o apoio dado à guerrilha de Labeão enfraqueceram Civil, que não foi capaz depois de resistir às forças de Cerial.